# Kofun (grobnica)
Kofun (japanski 古墳, こふん) od kinesko-japanski "drevni grob") su megalitske grobnice ili tumuli u Japanu. 
Građeni su od ranog 3. st. do ranog 7. st. Ime su dobili po kofunskom razdoblju (sredina 3. st. - rano srednje 6. st.). Brojni kofuni su prepoznatljivi po tumulima (jap. zenpo-koenfun, 前方後円墳), po kojima je prepoznatljiv stari Japan. Kofunguni Mozu-Furuichi ili nakupine tumula su predloženi za UNESCO-ov popis svjetske baštine, dok je Ishibutai jedan je od skupine Asuka-Fujiwara koja je na kandidatskom popisu za UNESCO-ovu svjetsku baštinu.
Povijest kofuna dijelimo na yayojsku, ranu, srednju i kasnu.

## Zračne fotografije poznatih skupina kofuna
- Oyamato, Yanagimoto i Makimuku, prefektura Nara, 3. st.
- Saki Tatanami u Heijō-kyōu, prefektura Nara, 4. st.
- Furuichi kofungun, prefektura Osaka, 5. st.

## Vanjske poveznice
- Japanska arheologija: kofunska kultura
- (eng.)Pretpovijesna arheologija Japana  Arhivirana inačica izvorne stranice od 16. srpnja 2011. (Wayback Machine)
- (jap.) Dekorirana baza podataka o kofunima  Arhivirana inačica izvorne stranice od 16. kolovoza 2013. (Wayback Machine)